# Герб Коста-Рики
Герб Ко́ста-Ри́ки (ісп. Escudo de Costa Rica) — офіційний геральдичний символ держави Коста-Рика. Два судна з обох сторін символізують Тихий океан та Карибське море — обидва з них розташовані на межі Коста-Рики. Також судна представляють багату морську історію Коста-Рики, а сонце є геральдичним символом свободи. Три гори символізують три основні гірські системи країни, а також разташування Коста-Рики біля двох морів. Поточний герб має сім зірок, які є символами семи областей Коста-Рики. На сторонах герба розміщені невеличкі золоті намистинки. Вони представляють вагомість виробництва та експорту кави в країні (в Коста-Риці каву іноді називають «El Grano de Oro» або «Намистинка Золота»). Назва держави вписана на білій стрічці, розміщеній зверху на щиті. Вище — стрічка з написом «Центральна Америка».

## Герби держави у різні часи
У період існування Федерації Центральної Америки, федеративної держави, у яку входили країни, що вийшли із складу Мексиканської імперії, Коста-Рика користувалася її гербом. Проте 1824 року був встановлений окремий герб, що являв диск із зображенням протягнутої руки, яку оточувало 10 вулканів. На гербі був напис «Вільна держава Коста-Рика».
Після розпаду Федерації Центральної Америки Коста-Рика здобула незалежність, а отже, і нові герб і прапор. Версія герба 1840 року — восьмикутна срібна зірка у центрі із променями у вигляді гілочок, які оточували вінок із гілок лавру. Змінився також напис — з «Вільна держава Коста-Рика» на «Держава Коста-Рика».